# Ludmila Brynychová
Ludmila Brynychová (27. listopadu 1952 Jablonec nad Nisou – 8. srpna 2009 Jablonec nad Nisou) byla česká politička, v 90. letech 20. století a počátkem 21. století poslankyně Poslanecké sněmovny, od roku 2005 členka Nejvyššího kontrolního úřadu.

## Biografie
Narodila se a celý život prožila v Jablonci nad Nisou. Roku 1977 vystudovala Vysokou školu zemědělskou v Praze (Agronomická fakulta, obor zootechnika). Od roku 1977 pracovala jako zootechnička v JZD Mír v obci Kokonín. V roce 1989 jí bylo uděleno Vyznamenání Za vynikající práci. Od roku 1960 byla aktivní v mládežnické organizaci Pionýr, v jejím polistopadovém nástupci (Pionýr) se angažovala i po roce 1990 v organizaci v Jablonci nad Nisou. Vedla přírodovědecký oddíl.
Ve volbách v roce 1992 kandidovala za koalici Levý blok, kterou tvořila KSČM a menší levicové skupiny (volební obvod Severočeský kraj). Nebyla ale zvolena. Do parlamentu se dostala až dodatečně jako náhradnice poté, co spáchal sebevraždu poslanec Vladimír Řezáč. 30. dubna 1996 tehdy jako prvnímu náhradníkovi za Řezáče připadl mandát Ivu Honickému. Vzhledem k okolnostem úmrtí poslance Řezáče a vzhledem k faktu, že do konce funkčního období parlamentu již zbývalo jen několik týdnů, ohlásil Honický, že mandát nepřevezme (mandát mu tak k 6. květnu 1996 zanikl) a vyzval ostatní náhradníky, aby učinili totéž. Nakonec ale jako druhá náhradnice mandát přijala 7. května Ludmila Brynychová. Poslankyní byla jen do 6. června a ve sněmovně se fakticky nijak neprojevila.
Zvolena byla za KSČM v řádných sněmovních volbách roku 1998 a mandát obhájila i v sněmovních volbách roku 2002. V letech 1998-2000 byla členkou výboru pro evropskou integraci a v letech 2000-2002 zasedala ve sněmovním hospodářském výboru. V období let 2002-2005 byla členkou zemědělského výboru. Na poslanecký mandát rezignovala 9. prosince 2005. Důvodem rezignace byl fakt, že ji sněmovna zvolila do Nejvyššího kontrolního úřadu. Do sněmovny místo ní nastoupil Josef Vondruška.
V NKÚ setrvala do své smrti roku 2009. Zemřela po dlouhé, těžké nemoci.
V senátních volbách roku 2000 kandidovala za senátní obvod č. 35 - Jablonec nad Nisou. Získala ale necelých 15 % hlasů a nepostoupila do 2. kola.